# 馬克·萊許曼
馬克·萊許曼（Marc Leishman；1983年10月24日—）是澳大利亞的一位職業高爾夫球手，他現在參加PGA巡迴賽的賽事。2009年，他贏得PGA巡迴賽年度最佳新人榮譽，是首位獲得該榮譽的澳大利亞人。他在2005年轉為職業球手。2012年，他贏得自己首個PGA巡迴賽冠軍。

## 外部連結
- Template:AustralasiaTour player
- 馬克·萊許曼在PGA巡迴賽的官方網站
- 馬克·萊許曼在男子高爾夫世界排名的官方網站
- Marc Leishman player profile, Golf Australia